# Comuna Țîbulivka, Velîka Mîhailivka
Țîbulivka (în ucraineană Цибулівка) este o comună în raionul Velîka Mîhailivka, regiunea Odesa, Ucraina, formată din satele Malozîmenove, Polino-Osîpenkove și Țîbulivka (reședința).

## Demografie
Componența lingvistică a comunei Țîbulivka
     Ucraineană (94,01%)
     Română (2,4%)
     Rusă (2%)
     Bulgară (1,1%)
Conform recensământului din 2001, majoritatea populației comunei Țîbulivka era vorbitoare de ucraineană (94,01%), existând în minoritate și vorbitori de română (2,4%), rusă (2%) și bulgară (1,1%).